# بیل کاری (بازیکن فوتبال اهل انگلستان)
بیل کاری (انگلیسی: Bill Curry; ۱۲ اکتبر ۱۹۳۵ – ۲۰ اوت ۱۹۹۰) بازیکن فوتبال اهل بریتانیا بود.
از باشگاه‌هایی که در آن بازی کرده‌است می‌توان به باشگاه فوتبال منزفیلد تاون، باشگاه فوتبال دربی کانتی، باشگاه فوتبال چسترفیلد، باشگاه فوتبال بوستون تاون، باشگاه فوتبال نیوکاسل یونایتد، و باشگاه فوتبال برایتون اند هوو آلبیون اشاره کرد.
وی همچنین در تیم ملی فوتبال زیر ۲۱ سال انگلستان بازی کرده‌است.